# ヴェルナー・ノイマイスター
ヴェルナー・ノイマイスター（Werner Neumeister、1926年11月2日 - 1997年11月17日）はドイツの写真家。クラシック音楽家やジャズ・ミュージシャンの写真を数多く撮影した。

## 経歴
ノイマイスターは1926年に父ヨハネスと母ヘルターとの間にマイセンで生まれた。第二次世界大戦に従軍したあと、終戦後病気のために抑留されていたロシアから帰還し、ドレスデンに戻り写真を学んだ。さまざまなコンテストで大成功を収め、写真家として活動した。画家のメイズ・レヴィと結婚し、3人の息子をもうけた。1960 年代に、彼はメリアン、プレステル、カルヴァイ などの出版社と契約を結び、成功を収めた。
ノイマイスターは、風景写真と建築写真の新しい規範を生み出し、彼の対象の本質に迫る視点と、厳正なプリント技術は高く評価されている。彼はドイツのクラシック音楽レーベル『ドイツ・グラモフォン』のために音楽家のさまざまな肖像写真を撮ったことでも高い評価を得た。ノイマイスターは1997年にミュンヘンで死去し、息子のミシェルは彼の後を継いでドイツ・グラモフォンの所属写真家として活動し、父の過去の写真作品とともにアーカイヴ「ノイマイスター・フォトグラフィー」を設立した。

## ノイマスターが撮影した音楽家（抜粋）
- マルタ・アルゲリッチ
- ゲザ・アンダ
- モーリス・アンドレ
- ユージン・オーマンディ
- ダヴィッド・オイストラフ
- 小澤征爾
- パブロ・カザルス
- ヘルベルト・フォン・カラヤン
- ラファエル・クーベリック
- ハンス・クナッパーツブッシュ
- カルロス・クライバー
- フリードリヒ・グルダ
- オットー・クレンペラー
- ルドルフ・ケンペ
- ファラオ・サンダース
- ヘンリク・シェリング
- ミルト・ジャクソン
- カール・シューリヒト
- ゲオルク・ショルティ
- イーゴリ・ストラヴィンスキー
- セルジュ・チェリビダッケ
- ジャクリーヌ・デュ・プレ
- ポール・トルトゥリエ
- レナード・バーンスタイン
- ダニエル・バレンボイム
- ハービー・ハンコック
- パウル・ヒンデミット
- ピエール・ブーレーズ
- アルフレッド・ブレンデル
- カール・ベーム
- ハンス・ヴェルナー・ヘンツェ
- ウラディミール・ホロヴィッツ
- ロリン・マゼール
- ナタン・ミルシテイン
- アンネ＝ゾフィー・ムター
- ユーディ・メニューイン
- ピエール・モントゥー
- カール・リヒター
- アルトゥール・ルービンシュタイン
- ジェイムズ・レヴァイン
- ムスティスラフ・ロストロポーヴィチ